# La tragedia di Pizzo Palù
La tragedia di Pizzo Palù (Die weiße Hölle vom Piz Palü) è un film del 1929, diretto da Arnold Fanck e Georg Wilhelm Pabst.

## Trama
Il dottor Johannes Krafft è morbosamente attratto dal massiccio del Pizzo Palù, sul quale, dieci anni prima, a causa di una sua leggerezza, ha trovato la morte la moglie Maria. Per due volte ha effettuato la pericolosa scalata solitaria della parete nord della montagna. Un giorno, in un rifugio situato sul versante opposto, incontra Karl e Maria, recenti sposi, che insistono per accompagnarlo, l'indomani, in una nuova ascesa. Alle insistenze di Karl non è estraneo l'istinto di competizione destato dalle premurose attenzioni della donna, toccata dalla sua triste vicenda, per Johannes. Per di più, durante l'ascesa, il giovane pretende di prendere la testa della cordata.
Ma le condizioni del tempo sono mutate. Le calde correnti del Föhn rendono instabili i ghiacci. Mentre più a valle, una valanga travolge un gruppo di studenti che, per superare i tre, avevano affrontato una insidiosa scorciatoia, anche Karl è travolto dalla neve, restando sospeso sul vuoto e gravemente ferito al capo. Nel tentativo di salvarlo, Johannes si frattura una gamba. Impossibilitati a proseguire, i tre trovano rifugio in una cengia, mentre infuria la tormenta.

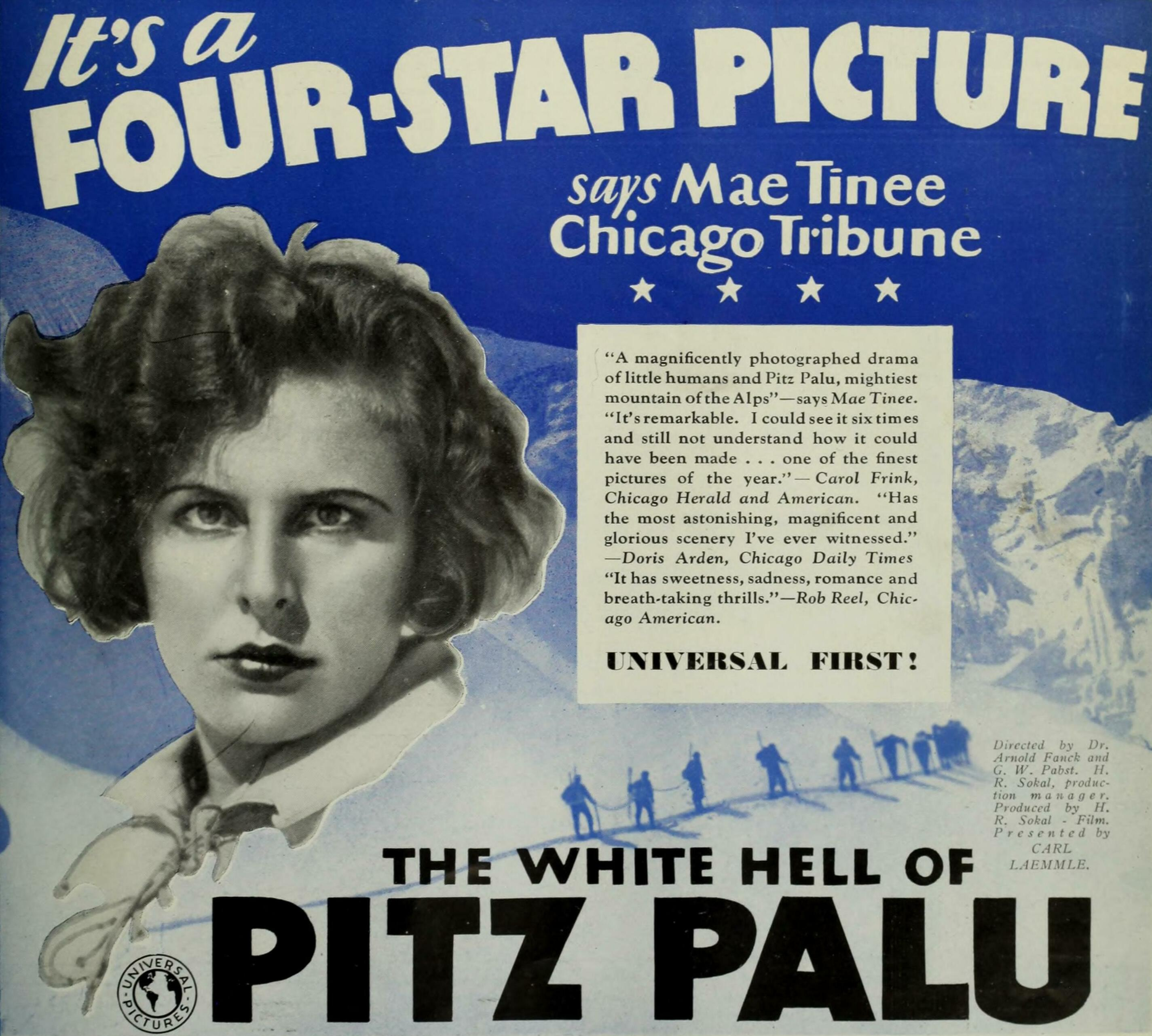
USA, 1930

Quella stessa notte, dal villaggio sottostante partono le ricerche, guidate da Otto, antico compagno di escursioni di Johannes. Nel bianco inferno della montagna (richiamato dal titolo originale), alla vivida luce delle torce, vengono presto recuperati, in un crepaccio, i cadaveri dei cinque studenti. Degli altri nessuna traccia. Senza cibo ed esposti al gelo e al dolore insopportabile dei traumi subiti, costretti a legare Karl, che ha perso il controllo, restano bloccati nell'angusto anfratto per più di tre giorni. Solo l'intervento dell'asso dell'aviazione tedesca Ernst Udet permette ai soccorritori di localizzarli. Ma quando arrivano, non trovano traccia di Johannes. Dopo essere rimasto in maniche di camicia per proteggere dal gelo i suoi compagni, ormai privi di conoscenza, raccogliendo le ultime energie si è appartato altrove, nella grande montagna.
Salvi, al caldo del rifugio, Maria e Hans apprendono da Otto le ultime volontà di Johannes, vergate su di un taccuino trovato vicino a loro: "Non mi cercare. Lasciami andare ai luoghi ai quali appartengo."

## Produzione
Negli anni venti, il filone "tutto (o quasi) tedesco" del Bergfilm (film di montagna) trova in Arnold Fanck il suo principale "predicatore" e realizzatore (La montagna del destino, 1924; La montagna dell'amore, 1927). Per La tragedia di Pizzo Palù, fu assistito come aiuto-regista da Georg Wilhelm Pabst, cui fu affidata la direzione delle scene girate in interno ed una consulenza in materia di sceneggiatura, col probabile compito di "smussarne l'esuberanza emotiva". Gli esterni, affidati all'"incomparabile" "sagacia nel magistero della luce" di Fanck, furono girati sul massiccio del Bernina, tra il gennaio e il giugno del 1929. La fotografia fu affidata a Sepp Allgeier, Richard Angst e Hans Schneeberger, fidati collaboratori, all'interno di un gruppo in cui fecero il loro apprendistato come attori anche alcuni importanti registi del successivo periodo nazista, quali Leni Riefenstahl e Luis Trenker. La Riefenstahl avrebbe incontrato l'asso dell'aviazione tedesca Ernst Udet in un altro Bergfilm dello stesso Fanck: Tempesta sul Monte Bianco del 1930.

## Distribuzione
La prima assoluta del film toccò a Vienna, l'11 ottobre 1929. In Germania il film esordì a Stoccarda il 1º novembre dello stesso anno, mentre la presentazione ufficiale ebbe luogo a Berlino, il 15 dello stesso mese. Nelle prime quattro settimane, il film fu visto da più di 100.000 persone, all'UFA Palast di Berlino, all'epoca la più grande e importante sala di proiezione della Germania.
Nel 1930, fu distribuita, su scala internazionale, una versione sonorizzata in inglese. Nel 1935 fu prodotta una versione sonorizzata in tedesco, con una colonna sonora composta da Giuseppe Becce. La durata del film fu ridotta a 90 minuti. La versione originale andò persa sino al 1997, allorché fu restaurata dall'Archivio cinematografico della Germania Federale. La colonna sonora originale di Willy Schmidt-Gentner è andata persa e nell'edizione restaurata è stata sostituita dalle musiche di Ashley Irwin.
Con l'avvento del nazismo il nome di Karl Stern, di dubbie origini semite, fu trasformato in Hans Brandt. Dalla versione del 1935 furono eliminate tutte le scene in cui appariva l'attore ebreo Kurt Gerron, morto nel campo di concentramento di Auschwitz nel 1944.

## Citazioni
Nel 1950 fu prodotto un remake del film, dal titolo Föhn, diretto da Rolf Hansen e interpretato da Hans Albers e Liselotte Pulver.
Sia Pabst, sia la Riefenstahl sono citati nel film Bastardi senza gloria di Quentin Tarantino. Nello stesso film, la protagonista riappare a Parigi, all'ingresso del cinema Le Gamaar, mentre è alle prese con l'insegna, in francese (L'Enfer Blanc du Piz Palù) del film, giunto al termine della programmazione. Ancora, interrogato da un ufficiale delle SS circa il suo strano accento tedesco, il soldato inglese Archie Hicox sostiene di essere originario della zona del Pizzo Palù e di essere stato anche utilizzato come comparsa nel film, insieme ai suoi familiari. Sebbene si tratti solo di una citazione è da considerarsi un refuso, poiché la zona interessata si trova all'interno della Confederazione Svizzera, anche ipotizzando un possibile arruolamento nella Waffen-SS (truppe naziste) è pressoché erroneo immaginare che un ufficiale della Wehrmacht potesse provenire da una zona non ancora annessa dalle truppe tedesche.